# Mairie de Saint-Ouen (metropolitana di Parigi)
Mairie de Saint-Ouen è una stazione delle linee 13 e 14 della metropolitana di Parigi.

## Storia
La stazione è stata inaugurata il 30 giugno 1952, quando la linea 13 è stata estesa dalla stazione di Porte de Saint-Ouen a quella di Carrefour Pleyel. Il progetto ha visto la realizzazione di tre nuove stazioni della linea 13: Mairie de Saint-Ouen, Garibaldi e Carrefour Pleyel. La stazione è stata parte solamente del tracciato della linea 13 fino al 14 dicembre 2020, quando è entrato in funzione il prolungamento della linea 14 dalla stazione di Saint-Lazare fino a Mairie de Saint-Ouen, nuovo capolinea. Nel 2024, poco prima dei Giochi olimpici di Parigi, la linea 14 viene estesa ulteriormente, sia a nord (da questa stazione fino a quella di Saint-Denis Pleyel) che a sud (da Olympiades a Aéroport d'Orly), nell'ambito del progetto Grand Paris Express: la stazione è diventata uno dei più importanti poli del trasporto pubblico a nord di Parigi.

## Interscambi
- Bus RATP - 85, 137, 166, 173, 174, 237
- Bus notturni - N14, N44

## Galleria d'immagini

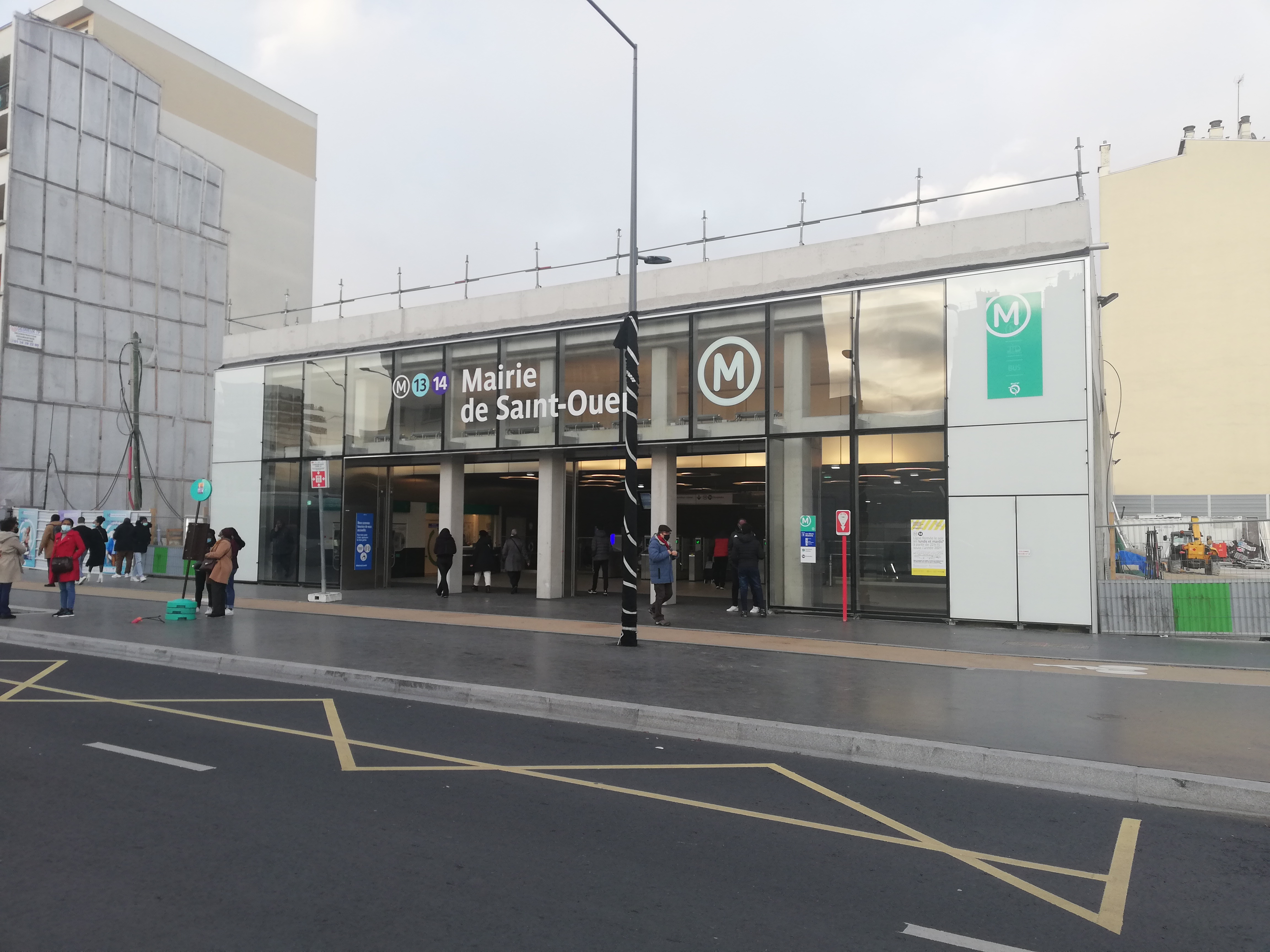
L'ingresso della stazione
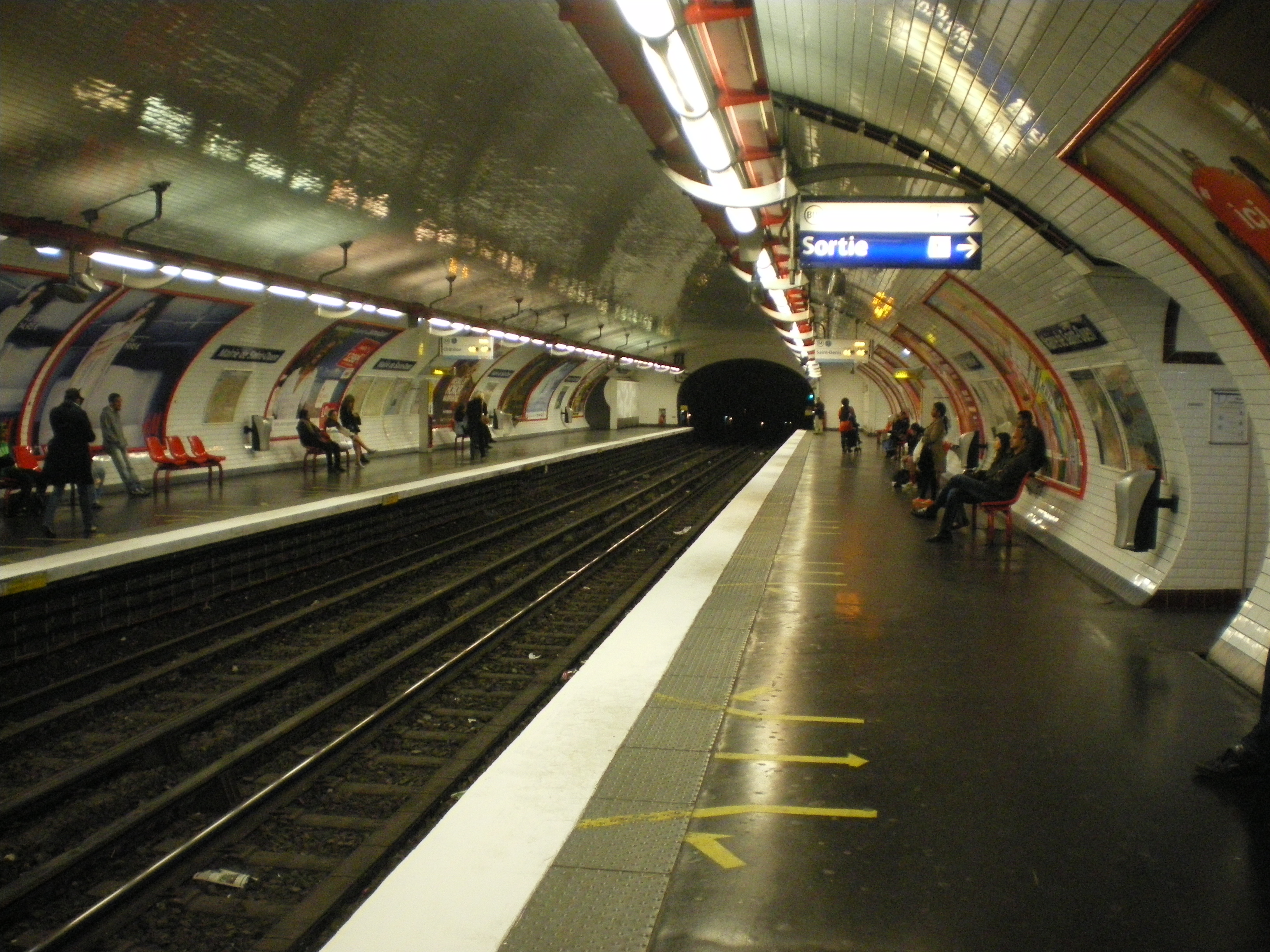
Piano banchine della stazione della linea 13
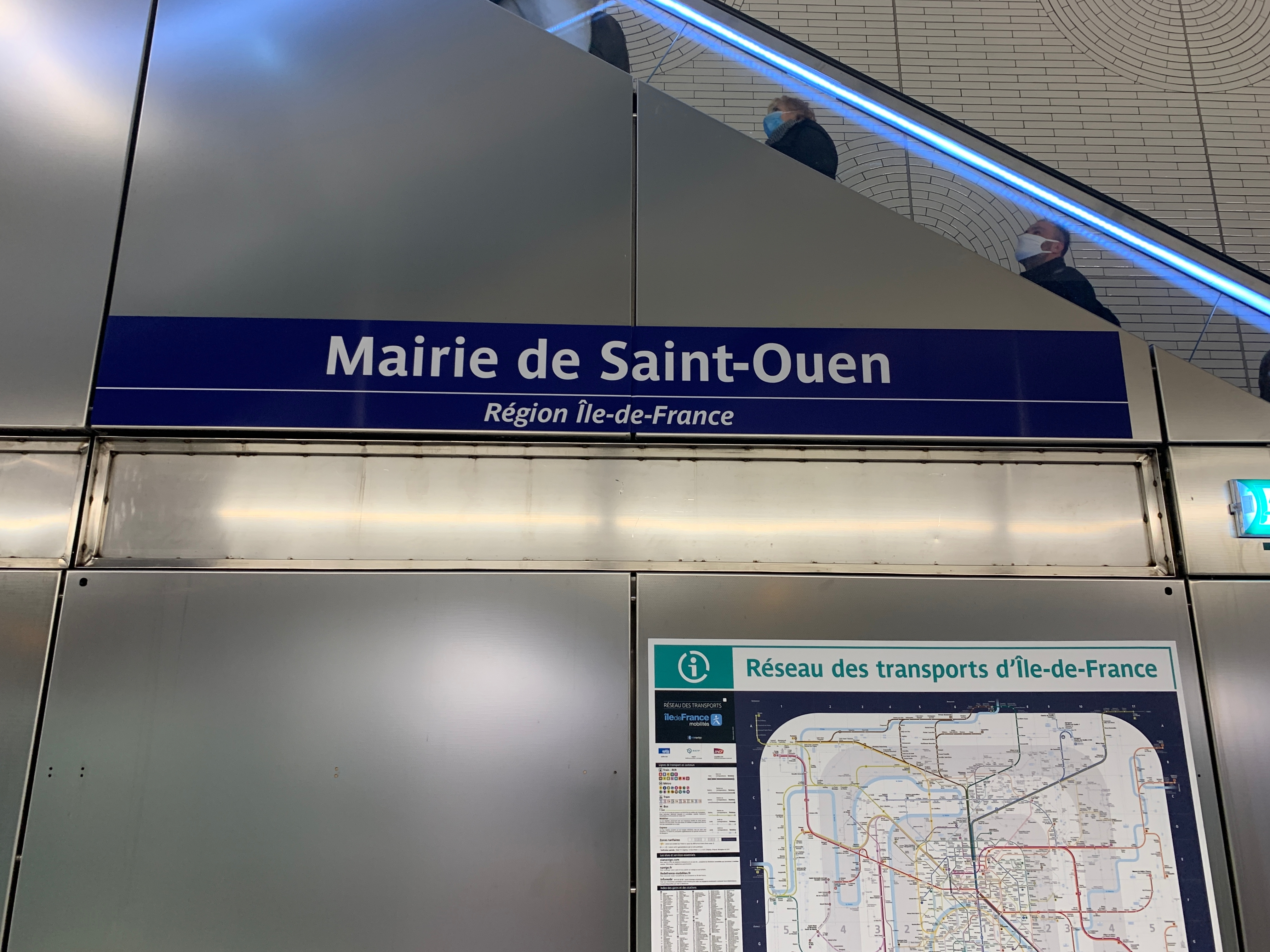
Cartello che indica la stazione
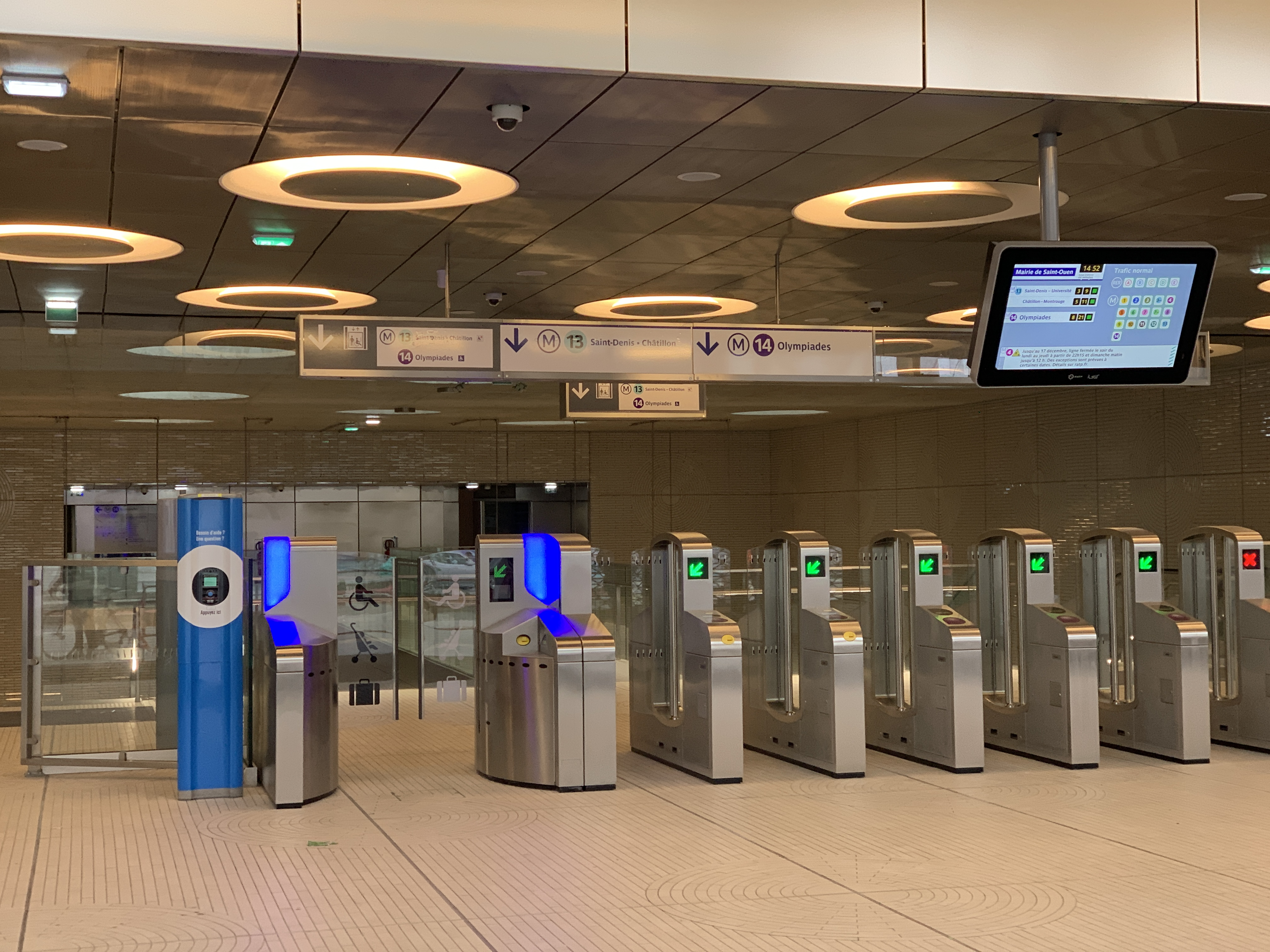
Tornelli d'ingresso e uscita della stazione
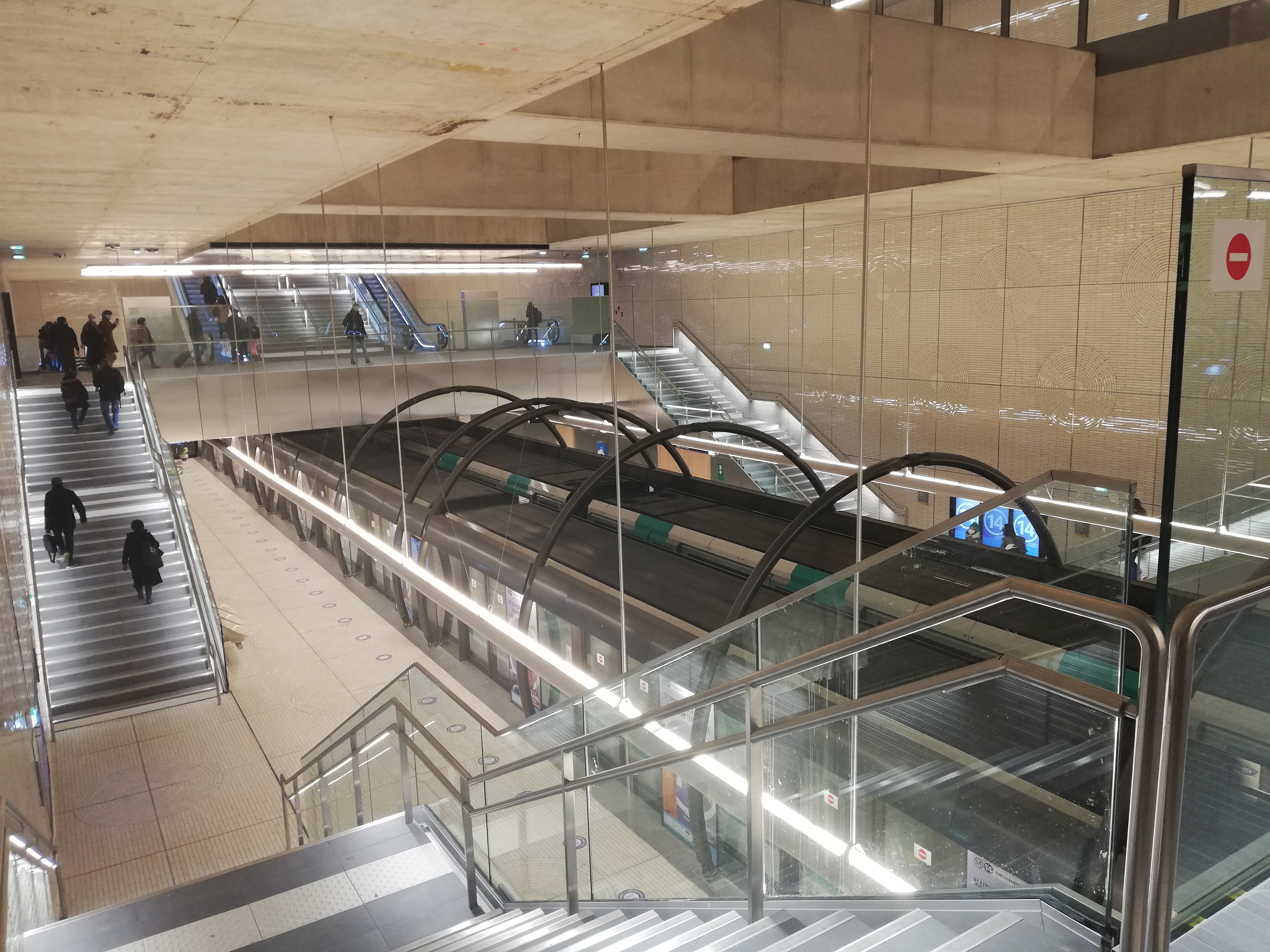
Due treni fermi nella stazione della linea 14 nel giorno della sua apertura